# Mnesicles mazarredoi
Mnesicles mazarredoi är en insektsart som beskrevs av Bolívar, C. 1930. Mnesicles mazarredoi ingår i släktet Mnesicles och familjen Chorotypidae. Inga underarter finns listade i Catalogue of Life.